# Basil Lamon
Basil Lamon fue un escultor figurativo belga, nacido el año 1920 en Molenbeek-Saint-Jean.

## Datos biográficos
Alumno de la Academia Bruselas, recibió el Premio de Roma en 1947.